# Про Рама II
Про Рама II — король Камбоджи (1596—1597). Правил под именем Раджадхираджа (санскр. Rajadhiraja).

## Биография
Приходился зятем королю Про Раме I, узурпировал трон после смерти своего предшественника в 1596 году. Был убит в марте (по другим данным — апреле) 1597 года мятежником по имени Каэв Брах Блоен, провозгласившим себя новым королем в Пномпене. 
Узнав о смерти Про Рамы II, испанцы вторглись в Камбоджу и в мае 1597 года возвели на престол короля Барома Реатею II.